# Hans-Peter de Lorent
Hans-Peter de Lorent (* 2. März 1949 in Neumünster) ist ein deutscher Lehrer, Politiker der Grün-Alternativen Liste (GAL) und ein ehemaliges Mitglied der Hamburgischen Bürgerschaft.

## Leben
Hans-Peter de Lorent kam 1957 nach Hamburg und besuchte dort die Schule bis zum Abitur. Es folgte ein Studium der Erziehungswissenschaften und Psychologie in Hamburg und eine aktive Arbeit in der studentischen und akademischen Selbstverwaltung.
Nach dem Referendariat von 1973 bis 1974 arbeitete er als Volks- und Realschullehrer, davon 10 Jahre an der ersten Ganztagsschule in einem sozialen Brennpunkt in Hamburg. Er schrieb 1990 eine Dissertation zum Thema Geschichte der Selbstverwaltung der Schulen. Seit 1996 war er Hauptseminarleiter am Landesinstitut für Lehrerbildung und Schulentwicklung in Hamburg. Neben der Lehrerausbildung befasste er sich mit Fortbildungen für Leitungskräfte in Schule und Schulverwaltung zu den Themen Teammanagement, Projektmanagement und Führung sowie der Ausbildung von Schulinspektoren für Hamburger Schulen. Von 2008 bis zu seiner Pensionierung 2014 war er Leiter des Planungsstabes in der Hamburger Schulbehörde.
Er ist Autor und Herausgeber von mehreren Publikationen und verfasste zahlreiche Aufsätze in pädagogischen Zeitschriften und Büchern zu pädagogischen und schulreformerischen Themen. 1980 erschien sein Roman Die Hexenjagd. Wegen dieses Romans, in dem die Berufsverbotepraxis aus der Sicht eines betroffenen Lehrers sehr hautnah beschrieben wurde, erfolgte ein Prozess, den de Lorent in zwei Instanzen gewann.
In seinem Buch „Täterprofile“ hat de Lorent den ehemaligen NS-Senator Oscar Toepffer vorgestellt. Die Enkelin von Toepffer klagte gegen das Erscheinen der Biografie und berief sich auf einen „postmortalen Urheberrechtsschutz“. Im September 2024 entschied das Hanseatische Oberlandesgericht nach sechs Jahren juristischer Auseinandersetzung in letzter Instanz: Sämtliche Originalquellen und Zitate Toepffers dürfen weiterverwendet und damit der Öffentlichkeit zugänglich bleiben.
Er ist mit einer Hamburger Schulleiterin verheiratet und hat vier erwachsene Kinder.

## Politik
De Lorent war bis zum Sommer 1989 Mitglied in der Deutschen Kommunistischen Partei. Von 1976 bis 1996 war er Mitglied im zentralen Personalrat für Volks-, Real- und Sonderschulen, einige Jahre dessen stellvertretender Vorsitzender. 1980 bis 1986 war er Chefredakteur der Hamburger Lehrerzeitung, 1990 bis 1996 Landesvorsitzender der Gewerkschaft Erziehung und Wissenschaft und Mitglied des Hauptvorstandes der GEW.
Von 1997 bis 2001 war er Abgeordneter der Hamburger Bürgerschaft für die Grün-Alternative Liste (GAL). In dieser Zeit der rot-grünen Koalition war er Mitglied im Schulausschuss, im Wissenschaftsausschuss, im Haushaltsausschuss und vertretend im Jugend- und Sportausschuss.

## Veröffentlichungen
- Die Hexenjagd. Roman. Weltkreis Verlag, Dortmund 1980,  ISBN 3-88142-224-2.
- … doch Gefängnis kommt nicht in Betracht. Roman. Weltkreis Verlag, Dortmund 1983, ISBN 3-88142-288-9.
- Diskrete Karriere. Roman. Weltkreis Verlag, Dortmund 1984, ISBN 3-88142-313-3.
- als Hrsg. mit Ursel Hochmuth: Schule unterm Hakenkreuz. Hamburger Lehrerzeitung, Hamburg 1985.
- als Hrsg. mit Reiner Lehberger: Schulalltag unterm Hakenkreuz. Mit einem Geleitwort von Klaus von Dohnanyi. Erlebnisse-Verlag, Hamburg 1986, ISBN 3-925622-18-7.
- als Hrsg. mit Volker Ullrich: Der Traum von der freien Schule. Schule und Schulpolitik in Hamburg während der Weimarer Republik. Erlebnisse-Verlag, Hamburg 1988, ISBN 3-925622-34-9.
- Schule ohne Vorgesetzte. Geschichte der Selbstverwaltung der Hamburger Schulen von 1870 bis 1986. Zugl. Dissertation, Curio Verlag Erziehung und Wissenschaft, Hamburg 1992.
- als Hrsg. mit G. Zimdahl: Autonomie der Schulen. Curio Verlag Erziehung und Wissenschaft, Hamburg 1993, ISBN 3-926534-97-4.
- als Hrsg. mit A. Köpke: Kursbuch Lehrerbildung. Curio Verlag Erziehung und Wissenschaft, Hamburg 1997, ISBN 3-926534-99-0.
- mit Reiner Lehberger: Schulen in Hamburg: Ein Führer durch Aufbau und Geschichte des Hamburger Schulwesens. 2012, ISBN 978-3-921174-23-4.
- Täterprofile: Die Verantwortlichen im Hamburger Bildungswesen unterm Hakenkreuz, Freie und Hansestadt Hamburg, Landeszentrale für politische Bildung, Band 1, 2016, ISBN 978-3-929728-92-7 (online), Band 2, 2017, ISBN 978-3-946246-13-8 (online), Band 3, 2019, ISBN 978-3-946246-24-4 (online).
- Max Traeger. Biografie des ersten Vorsitzenden der Gewerkschaft Erziehung und Wissenschaft (1887–1960). Beltz Juventa, Weinheim 2017, ISBN 978-3-7799-3748-7.
- Erich Frister. Biografie des Vorsitzenden der GEW 1968–1981, seit 1972 auch Präsident des Internationalen Bundes Freier Gewerkschaften. Arbeitsdirektor der Neuen Heimat 1981. Beltz Juventa, Weinheim 2021, ISBN 978-3-7799-6510-7.